# Liceu Richelieu

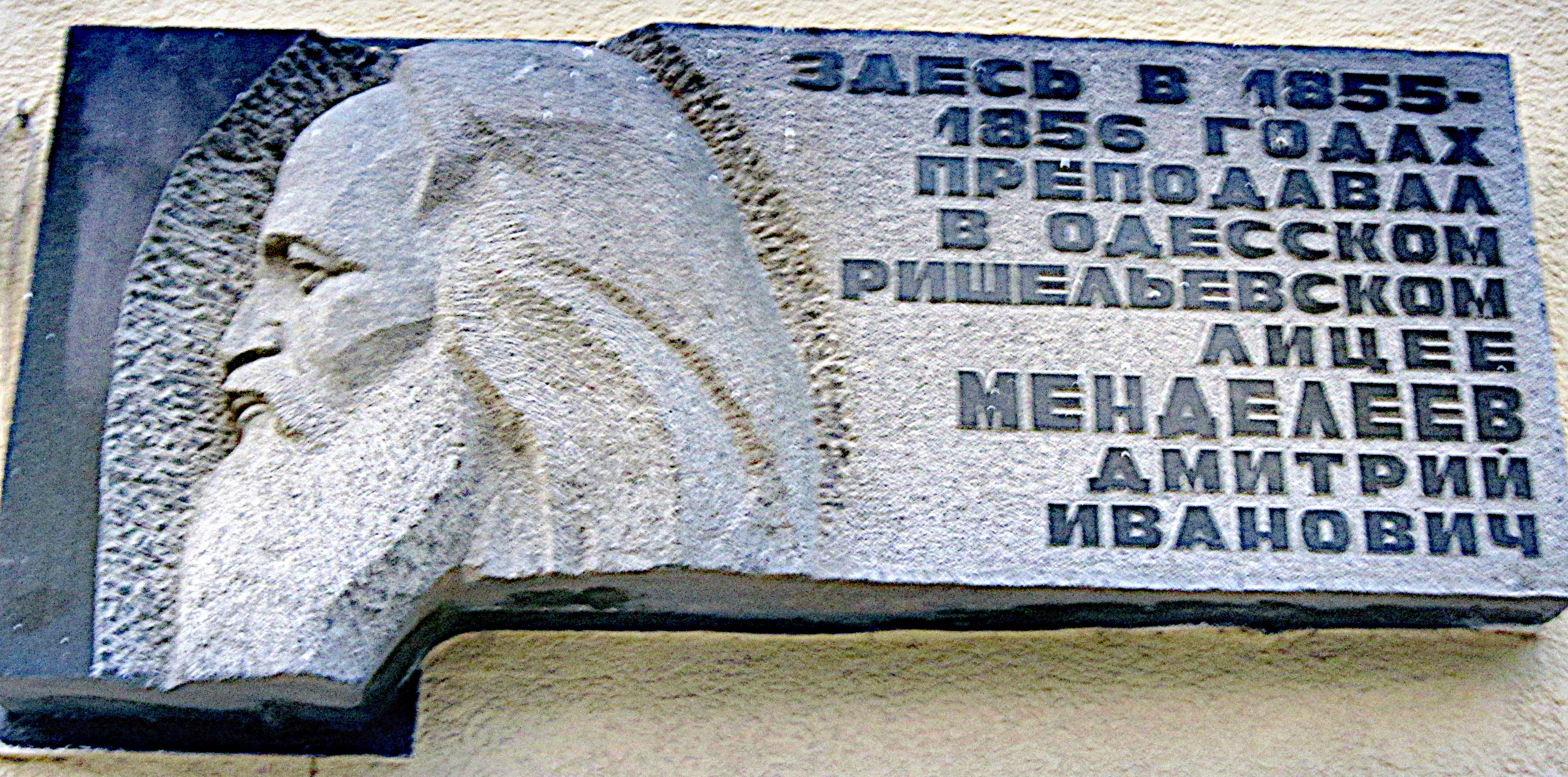
Placa memorial de Dimitri Mendeleev

O Liceu Richelieu (em russo:  Ришельевский лицей) em Odessa, no Império Russo, foi criado por iniciativa do prefeito da cidade e do governador da Nova Rússia, Armand-Emmanuel de Vignerot du Plessis, duque de Richelieu.
Existiu de 1817 a 1865, quando se tornou a base da Universidade de Odessa.
Durante o ano lectivo de 1855/1856, e no final da Guerra da Crimeia, Dimitri Mendeleev ensinou no Liceu.